# Wapen van Westerhoven

Wapen van Westerhoven
1818-1989

Wapen van Westerhoven
1989-1997

Het wapen van Westerhoven kent twee versies. De eerste werd op 14 oktober 1818 verleend door de Hoge Raad van Adel aan de Noord-Brabantse gemeente Westerhoven. De tweede werd op 30 augustus 1989 verleend. Per 1997 ging Westerhoven op in gemeente Bergeijk. Het wapen van Westerhoven is daardoor komen te vervallen als gemeentewapen.

## Blazoenering

### Wapen per 1818
De blazoenering luidde als volgt:
Van lazuur, beladen met het beeld van St. Servaas van goud..
De heraldische kleuren zijn lazuur (blauw) en goud (goud of geel). Dit zijn de rijkskleuren.
Op 25 februari 1952 werd een nieuw wapendiploma gegeven met dezelfde beschrijving als in 1818, maar met een meer gedetailleerde tekening.

### Wapen per 1989
De blazoenering luidde als volgt:
Gedeeld; I in sabel drie drielingbalken van goud en in een schildhoofd van zilver een lelie van keel; II in azuur twee schuingekruiste knotsen, vergezeld boven en aan beide zijden van een St. Jacobsschelp, alles van goud. Het schild ter linkerzijde gehouden door de Heilige Servaas, bisschop van Tongeren-Maastricht, van natuurlijke kleur, met een mijter van zilver, geboord en gevoerd van keel, gekleed in een albe van zilver, een overtuniek van goud, geboord van keel, een antieke kazuifel van keel, geboord en gevoerd van goud, geschoeid van keel en houdende in de linkerhand een kromstaf van goud en een sleutel van zilver.
De heraldische kleuren zijn sabel (zwart), goud (goud of geel), zilver (wit), keel (rood), azuur (blauw) en natuurlijke kleuren. In de heraldiek zijn links en rechts van achter het schild bezien en dus voor de toeschouwer verwisseld.

## Verklaring
Op het eerste wapen is de heilige Servatius afgebeeld. De Servatiuskerk is de parochiekerk van Westerhoven. 
Het tweede wapen geeft de historie van de gemeente weer. De drielingsbalken en de lelie zijn een verwijzing naar het schependomszegel van Eersel, die de jurisdictie namens de hertog uitoefende in Westerhoven. De knuppels en de schelpen zijn afkomstig van het wapen van de Sint Jacobsabdij van Luik, die ook heerlijke rechten had in het dorp. De heilige Servatius is nu als schildhouder geplaatst.